# Carcharolaimus formosa
Carcharolaimus formosa är en rundmaskart. Carcharolaimus formosa ingår i släktet Carcharolaimus och familjen Carcharolaimidae. Inga underarter finns listade i Catalogue of Life.